# I'm Just a Woman
I'm Just a Woman è un singolo della cantante gallese Bonnie Tyler, pubblicato nel 1980 ed estratto dall'album Goodbye to the Island.
Il brano è stato scritto e prodotto da Ronnie Scott e Steve Wolfe.

## Tracce
- 7"

1. Goodbye to the Island
2. Sitting on the Edge of the Ocean